# Susana Solís Pérez

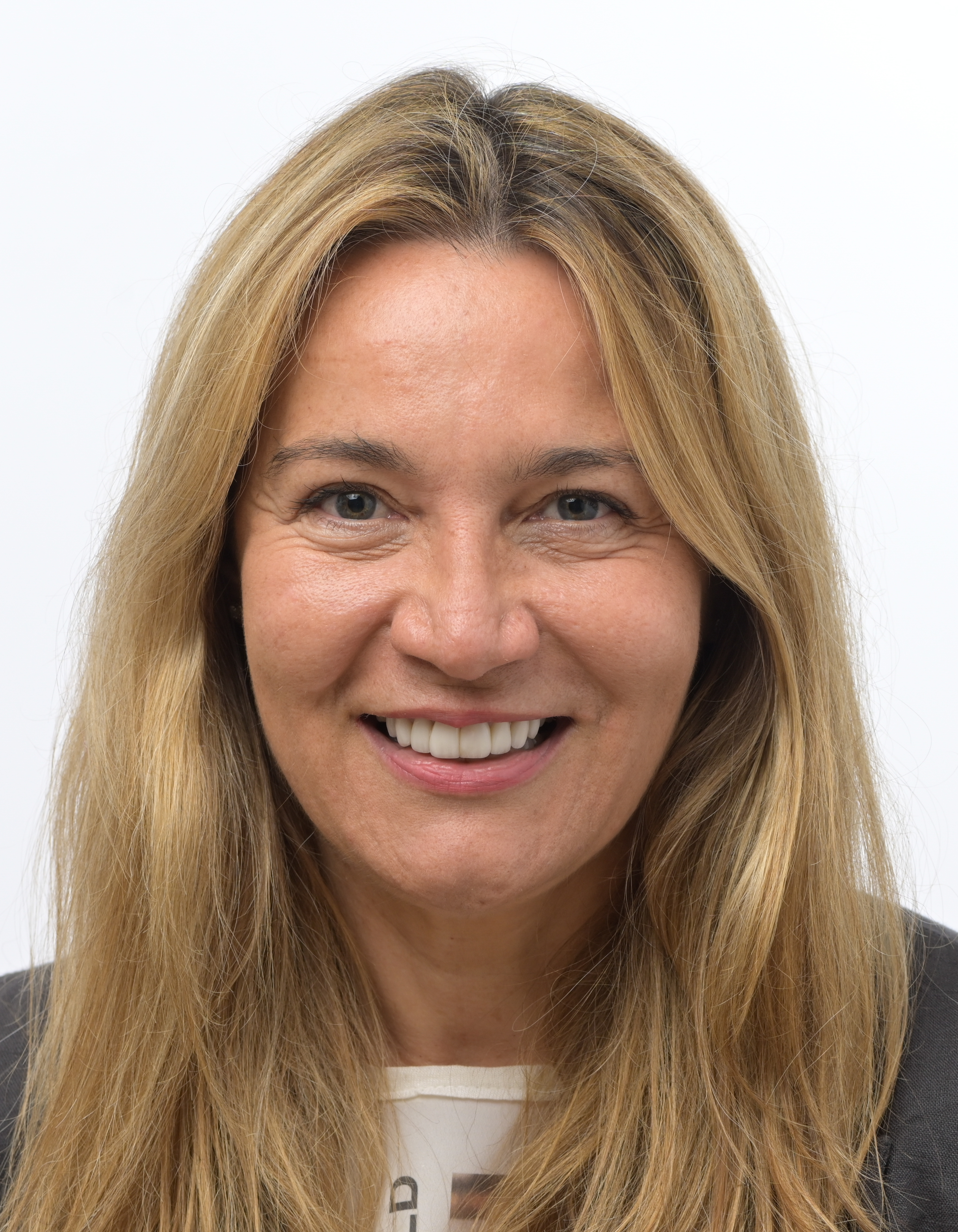
Susana Solís Pérez (2024)

Susana Solís Pérez (geboren am 21. Dezember 1971 in Avilés, Asturien) ist eine spanische Ingenieurin und Politikerin (Ciudadanos). Von 2015 bis 2019 war Soli Abgeordnete in der Asamblea de Madrid, seit der Europawahl 2019 ist sie Mitglied des Europäischen Parlaments als Teil der Fraktion Renew Europe.

## Leben

### Ausbildung und berufliche Karriere
Solís hat einen Abschluss in Wirtschaftsingenieurwesen von der Universität Oviedo und einen Abschluss in Maschinenbau von der Fachhochschule Osnabrück. Des Weiteren hat sie einen Executive MBA vom Instituto de Empresa in Madrid und einen Master in Management und Marketing Management, ebenfalls vom Instituto de Empresa.
Bevor sie in die Politik ging, arbeitete Solis mehr als 19 Jahre lang in verschiedenen multinationalen Unternehmen in Deutschland und Spanien. Sie begann 1995 als Ingenieurin im Daimler Benz Forschungszentrum in Ulm und später bei der Bosch, wo sie von 1996 bis 2005 verschiedene Positionen in Waiblingen, Treto, Madrid und Stuttgart innehatte. Ihre berufliche Laufbahn setzte sie in den französischen Unternehmen Rexel Group und Essilor Spain fort, wo sie leitende Positionen innehatte, und von 2011 bis zu ihrer Wahl als Abgeordnete im Jahr 2015 in dem US-amerikanischen multinationalen Unternehmen Johnson & Johnson.

### Abgeordnete in der Regionalversammlung von Madrid
Susana Solís ist seit 2015 Mitglied von Ciudadanos. Bei den Regionalwahlen der Gemeinschaft Madrid im Mai 2015 wurde sie als Abgeordnete für ihre Partei in die Asamblea de Madrid für die zehnte Legislaturperiode gewählt. In der Legislaturperiode hatte sie unter anderem die Funktion der Sprecherin des Ausschusses für Haushalt, Wirtschaft, Finanzen und Beschäftigung sowie der Sprecherin in der Kommission zur Untersuchung der Verschuldung und der öffentlichen Verwaltung der Gemeinschaft Madrid inne. Außerdem war sie Schriftführerin des Bildungs- und Forschungsausschusses und stellvertretendes Mitglied der sogenannten „Ständigen Vertretung“ des Parlaments (Diputación Permanente).
Als Abgeordnete in der Versammlung von Madrid brachte sie 403 parlamentarische Initiativen ein und war die Abgeordnete der Fraktion mit den meisten Vorschlägen.
Von 2017 bis 2019 war sie Mitglied des nationalen Vorstands von Ciudadanos.

### Wechsel in Europaparlament
2019 nominierte ihre Partei Ciudadanos Solis für den siebten Listenplatz bei den Europawahlen 2019. Ciudadanos gewann an Stimmen hinzu (plus 2,5 Prozent) und errang mit 12,17 Prozent sieben der 54 spanischen Mandate, sodass Solis direkt einzog. Solis trat gemeinsam mit ihren Parteikollegen der neugegründeten liberalen Fraktion Renew Europe bei. Für die Fraktion ist sie Mitglied im Ausschuss für regionale Entwicklung sowie im September 2020 eingerichteten Sonderausschuss zu künstlicher Intelligenz im digitalen Zeitalter. Des Weiteren ist sie stellvertretendes Mitglied im Ausschuss für Umweltfragen, öffentliche Gesundheit und Lebensmittelsicherheit, im Ausschuss für Industrie, Forschung und Energie sowie im Ausschuss für die Rechte der Frau und die Gleichstellung der Geschlechter.